# Ion Luchianov
Ion Luchianov (în rusă Иван Лукьянов, Ivan Lukianov; n. 31 ianuarie 1981, Slobozia-Dușca, raionul Criuleni, Republica Moldova) este un atlet din Republica Moldova specializat pe proba de alergare.

## Carieră
El a concurat pentru țara sa natală la Jocurile Olimpice de vară din 2004 din Atena, Grecia, unde s-a clasat pe poziția a noua în cursa de 3000 de metri obstacole, ratând participarea în finală. La Jocurile Olimpice de vară din 2008 din Beijing, China el s-a clasat pe poziția a 12-a în finală, stablilind un nou record național.
În 2010 el a fost desemnat „sportivul anului în Republica Moldova” de către Asociația Presei Sportive din Moldova. La Jocurile Olimpice de vară din 2012 de la Londra, el s-a clasat pe poziția a 10-a în finală.
În decembrie 2013 Ion Luchianov și-a exprimat refuzul să mai reprezinte Moldova pe arena internațională, luând decizia să evolueze sub drapelul Federației Ruse. În mai 2014 el a devenit eligibil să evolueze pentru altă țară.

## Rezultate competitive
| An                                  | Competiție                                        | Locație                             | Loc                                 | Eveniment                           | Note                                |
| Competitor pentru Republica Moldova | Competitor pentru Republica Moldova               | Competitor pentru Republica Moldova | Competitor pentru Republica Moldova | Competitor pentru Republica Moldova | Competitor pentru Republica Moldova |
| ----------------------------------- | ------------------------------------------------- | ----------------------------------- | ----------------------------------- | ----------------------------------- | ----------------------------------- |
| 1998                                | Atletism la Jocurile Mondiale de Tineret          | Moscova, Rusia                      | 3                                   | 3000 m                              | 8:32,10                             |
| 1999                                | Campionatele Europene de Atletism printre juniori | Riga, Letonia                       | 5                                   | 3000 m obst.                        | 8:50,76                             |
| 2000                                | Campionatele Mondiale de Atletism printre juniori | Santiago, Chile                     | 11                                  | 3000 m obst.                        | 9:16,32                             |
| 2001                                | Campionatele Europene de Atletism U23             | Amsterdam, Olanda                   | 23 (h)                              | 3000 m obst.                        | 9:05,31                             |
| 2003                                | Campionatele Europene de Atletism U23             | Bydgoszcz, Polonia                  | 6                                   | 3000 m obst.                        | 8:35,12                             |
| 2003                                | Universiada                                       | Daegu, Coreea de Sud                | 5                                   | 3000 m obst.                        | 8:43,25                             |
| 2004                                | Jocurile Olimpice                                 | Atena, Grecia                       | 20 (h)                              | 3000 m obst.                        | 8:26,17                             |
| 2005                                | Universiada                                       | Izmir, Turcia                       | 9                                   | 5000 m                              | 14:04,34                            |
| 2005                                | Universiada                                       | Izmir, Turcia                       | 2                                   | 3000 m obst.                        | 8:30,66                             |
| 2005                                | Campionatele Mondiale de Atletism                 | Helsinki, Finlanda                  | 27 (h)                              | 3000 m obst.                        | 8:32,09                             |
| 2006                                | Campionatele Europene de Atletism                 | Göteborg, Suedia                    | 15                                  | 3000 m obst.                        | 8:34,86                             |
| 2007                                | Universiada                                       | Bangkok, Thailanda                  | 3                                   | 3000 m obst.                        | 8:23,83                             |
| 2008                                | Jocurile Olimpice                                 | Beijing, China                      | 12                                  | 3000 m obst.                        | 8:27,82                             |
| 2009                                | Universiada                                       | Belgrad, Serbia                     | 1                                   | 3000 m obst.                        | 8:25,79                             |
| 2009                                | Campionatele Mondiale de Atletism                 | Berlin, Germania                    | 18 (h)                              | 3000 m obst.                        | 8:27,41                             |
| 2010                                | Campionatele Mondiale în sală                     | Doha, Qatar                         | 17 (h)                              | 3000 m                              | 8:15,91                             |
| 2010                                | Campionatele Europene de Atletism                 | Barcelona, Spania                   | 3                                   | 3000 m obst.                        | 8:19,64                             |
| 2011                                | Campionatele Mondiale de Atletism                 | Daegu, Coreea de Sud                | 8                                   | 3000 m obst.                        | 8:19,69                             |
| 2012                                | Campionatul European                              | Helsinki, Finlanda                  | 10                                  | 3000 m obst.                        | 8:42,06                             |
| 2012                                | Jocurile Olimpice                                 | Londra, Regatul Unit                | 10                                  | 3000 m obst.                        | 8:28,15                             |
| 2013                                | Campionatele Mondiale de Atletism                 | Moscova, Rusia                      | 10                                  | 3000 m obst.                        | 8:19,99                             |
| Competitor pentru Rusia             |                                                   |                                     |                                     |                                     |                                     |
| 2014                                | Campionatele Europene de Atletism                 | Zürich, Elveția                     | 5                                   | 3000 m obst.                        | 8:32,50                             |

## Recorduri personale
| Probă            | Performanță | Dată              | Locație |
| ---------------- | ----------- | ----------------- | ------- |
| 3000 m obstacole | 8:18,97 RN  | 16 august 2008    | Beijing |
| 3000 m în sală   | 8:05,71     | 19 februarie 2017 | Moscova |